# Allan Simonsen (pilota automobilistico)
Allan Simonsen (Odense, 5 luglio 1978 – Le Mans, 22 giugno 2013) è stato un pilota automobilistico danese.

## Carriera
Dopo aver iniziato la sua carriera nel karting, Simonsen iniziò a gareggiare nel 1999, vincendo il campionato di Formula Ford danese. L'anno successivo passò in Formula Palmer Audi, prima di trasferirsi in Formula 3 e Formula Renault britannica nel 2001.
Si trasferì nelle competizioni per vetture a ruote coperte nel 2002, alla guida di una Ferrari 360 del Team Veloqx Motorsport nel Campionato GT britannico. Nel 2003 emigrò in Australia, andando a correre nella Australian Nations Cup Championship, e gareggiando anche nelle competizioni di durata, come la Sandown 500 e la Bathurst 1000.
Il miglior risultato a Bathurst di Simonsen è arrivato nel 2011, quando concluse al terzo posto in coppia con Greg Murphy su una vettura del team Kelly Racing.  Simonsen ha vinto inoltre l'Australian GT Championship nel 2007, ed è arrivato secondo nel 2008.
Nel 2007 ha inoltre ottenuto il 4º posto in classifica nella Le Mans Series, alla guida di una Porsche 911 GT3 per il team Virgo Motorsport, aiutato in questo da una vittoria di classe GT2 alla 1000 km del Nürburgring.
Dal 2008 al 2011, Simonsen ha guidato anche le vetture Ferrari del team Farnbacher nella Le Mans Series e in altre serie internazionali, ottenendo una vittoria di classe GT2 alla 1000 km di Okayama del 2009 (in coppia con Dominik Farnbacher), e una vittoria di classe SP7 alla 24 Ore del Nürburgring (con Farnbacher, Leh Keen e Marco Seefried). Ha inoltre partecipato alla 24 ore di Le Mans, arrivando terzo di classe GT2 nel 2007 e secondo nel 2010.
Competendo alla 24 Ore di Le Mans per la settima volta nell'edizione 2013, Simonsen perse il controllo della sua Aston Martin Vantage alla curva Tertre Rouge nelle prime fasi della corsa, urtando il guard rail sul lato esterno della curva. Simonsen fu estratto cosciente dalla macchina prima di essere portato al centro medico locale, dove però morì per le ferite. In segno di rispetto, la bandiera danese fu esposta a mezz'asta durante la premiazione, e il vincitore della gara, Tom Kristensen, dedicò il successo al connazionale appena scomparso. L'ultimo incidente mortale in gara a Le Mans aveva coinvolto Jo Gartner nel 1986, mentre nel 1997 era morto Sébastien Enjolras durante una sessione di qualifiche.

## Riepilogo risultati alla 24 ore di Le Mans
| Anno | Squadra                            | Co-Piloti                              | Vettura                  | Classe  | Giri | Pos. | Pos. di classe |
| ---- | ---------------------------------- | -------------------------------------- | ------------------------ | ------- | ---- | ---- | -------------- |
| 2007 | Autorlando Sport Farnbacher Racing | Pierre Ehret Lars-Erik Nielsen         | Porsche 997 GT3-RSR      | GT2     | 309  | 21º  | 3º             |
| 2008 | Kruse Schiller Motorsport          | Jean de Pourtales Hideki Noda          | Lola B05/40-Mazda        | LMP2    | 147  | Rit. | Rit.           |
| 2009 | Hankook Team Farnbacher            | Dominik Farnbacher Christian Montanari | Ferrari F430 GT2         | GT2     | 183  | Rit. | Rit.           |
| 2010 | Hankook Team Farnbacher            | Dominik Farnbacher Leh Keen            | Ferrari F430 GT2         | GT2     | 336  | 12º  | 2º             |
| 2011 | Hankook Team Farnbacher            | Dominik Farnbacher Leh Keen            | Ferrari 458 GTC          | GTE Pro | 137  | Rit. | Rit.           |
| 2012 | Aston Martin Racing                | Christoffer Nygaard Kristian Poulsen   | Aston Martin Vantage GTE | GTE Am  | 31   | Rit. | Rit.           |
| 2013 | Aston Martin Racing                | Christoffer Nygaard Kristian Poulsen   | Aston Martin Vantage GTE | GTE Am  | 2    | Rit. | Rit.           |